# Peppenhöchstädt

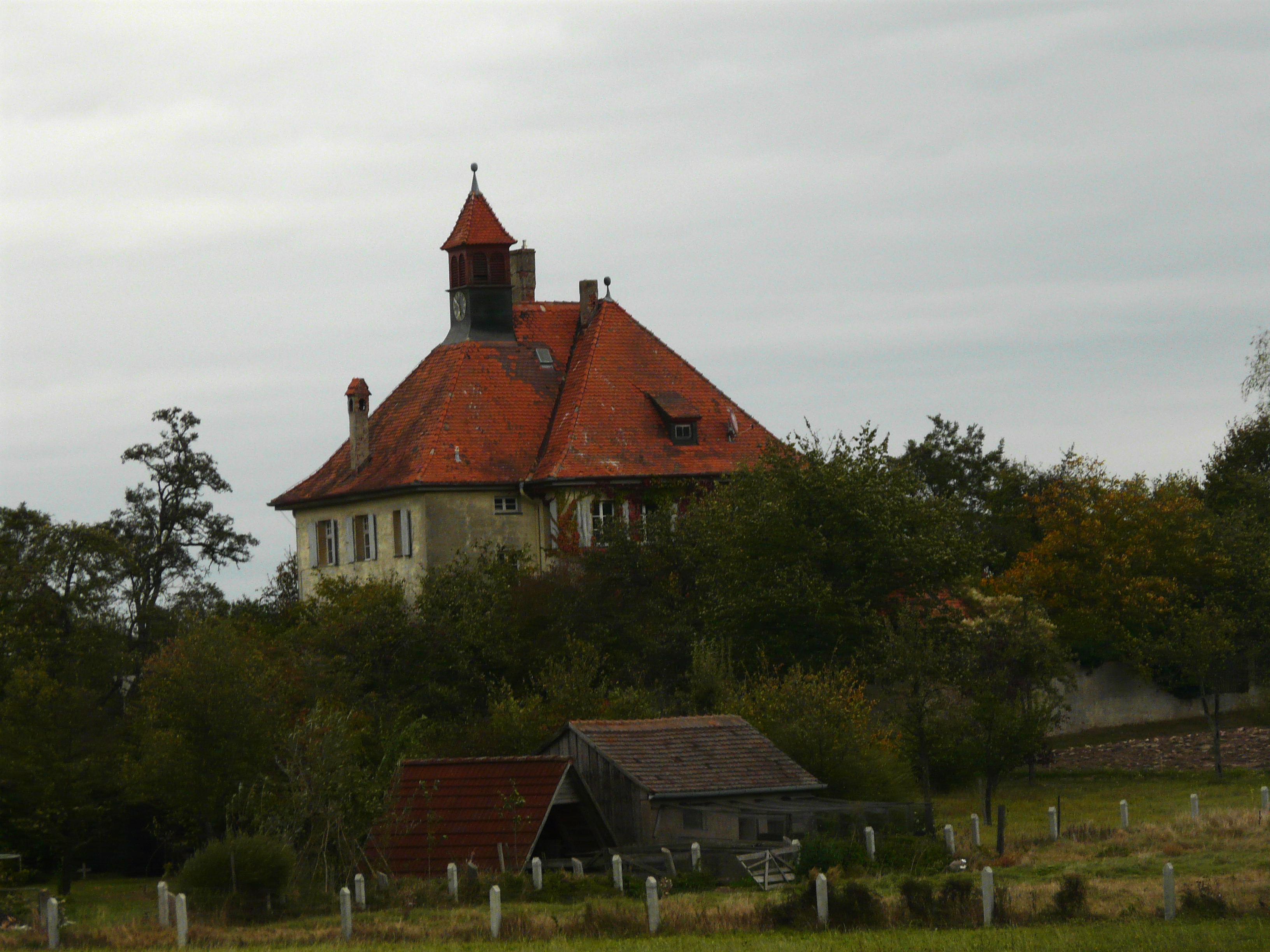
Altes Schulhaus

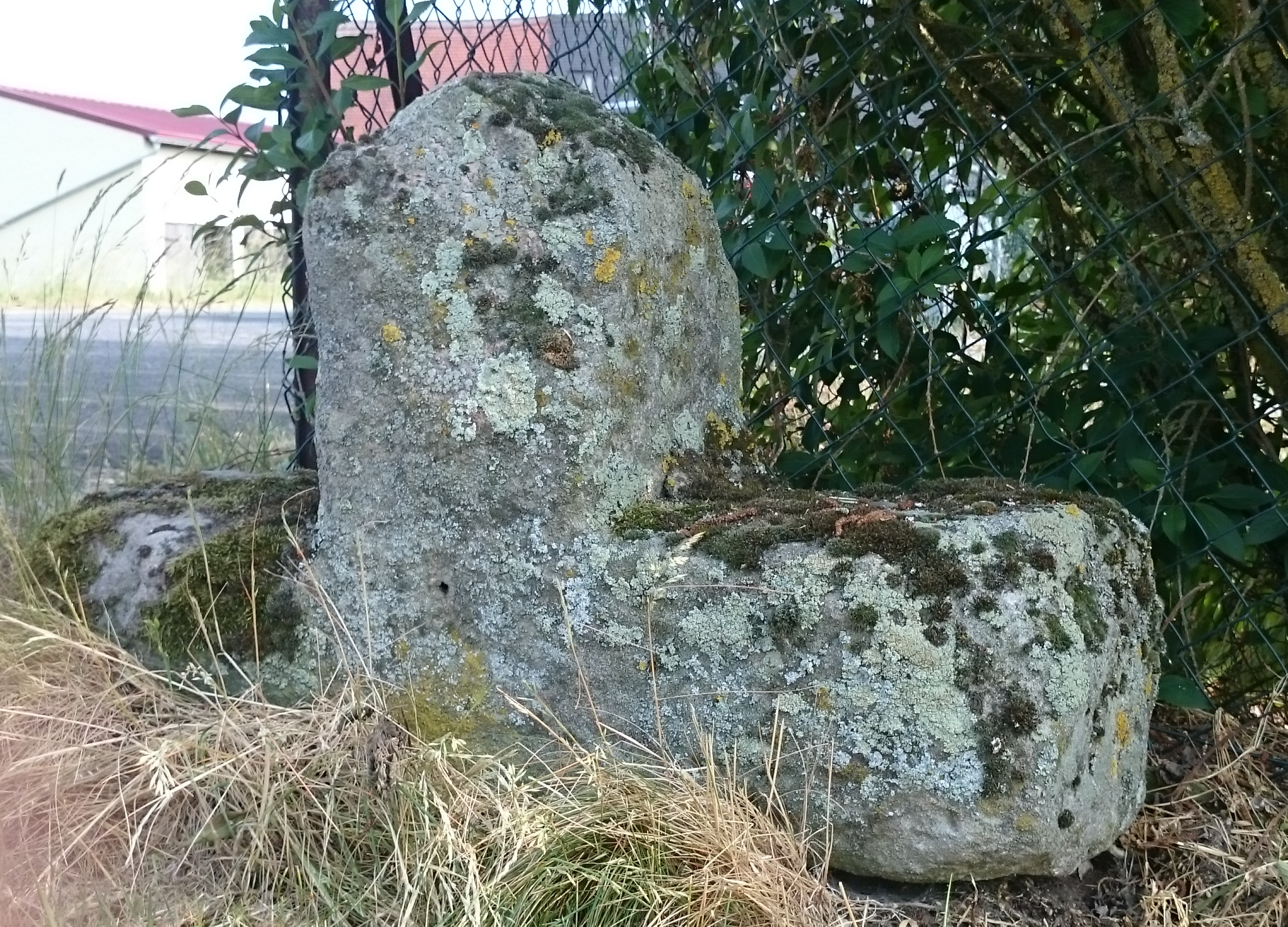
Sühnekreuz

Peppenhöchstädt ist ein Gemeindeteil des Marktes Uehlfeld im Landkreis Neustadt an der Aisch-Bad Windsheim (Mittelfranken, Bayern). Die Gemarkung Peppenhöchstädt hat eine Fläche von 5,205 km². Sie ist in 689 Flurstücke aufgeteilt, die eine durchschnittliche Fläche von 7553,72 m² haben. In ihr liegen neben dem namensgebenden Ort die Gemeindeteile Gottesgab und Rohensaas.

## Geografie
Durch das Dorf fließt der Hühnergraben, ein rechter Zufluss der Aisch. Im Südosten grenzt das Schneiderholz an, im Nordosten liegt das Flurgebiet Nutz, dahinter liegen die Allerbacherweiher. Im Nordwesten liegt das Flurgebiet Itzlau. Die Kreisstraße NEA 1 führt nach Rohensaas (1,4 km südöstlich) bzw. nach Demantsfürth zur Bundesstraße 470 (2,3 km westlich). Gemeindeverbindungsstraßen führen nach Traishöchstädt (1,3 km südlich), nach Gottesgab (1 km nördlich) und zu einer Gemeindeverbindungsstraße (1,6 km südwestlich), die nach Traishöchstädt (1,5 km südöstlich) bzw. zur B 470 verläuft (1,5 km westlich).

## Geschichte
Der Ort wurde 1285 als „Peppenhovstetten“ erstmals urkundlich erwähnt, als der Nürnberger Burggraf Friedrich III. den Ort dem Kölner Erzbischof Siegfried zu Lehen auftrug. Der Ort selbst unterstand in der Fraisch und der Grundherrschaft dem Amt Dachsbach der Burggrafschaft Nürnberg. 1400 verkauften die Burggrafen ihre grundherrschaftlichen Ansprüche im Ort an Otto Heider und Katharina Zollner. 1404 erhielt Wilhelm von Rennhofen einen Zehnten in „Peppenhofstat“.
Gegen Ende des 18. Jahrhunderts gab es in Peppenhöchstädt 18 Anwesen. Das Hochgericht und die Dorf- und Gemeindeherrschaft übte das brandenburg-bayreuthische Kasten- und Jurisdiktionsamt Dachsbach aus. Grundherren waren das Kasten- und Jurisdiktionsamt Dachsbach (3 Güter, 1 Gütlein, 1 Schmiede, 3 Häuser, 1 Häuslein, 1 Fallhütte), das Domkapitel Bamberg (6 Güter) und der Nürnberger Eigenherr Haller von Hallerstein (2 Güter).
Von 1797 bis 1810 unterstand der Ort dem Justizamt Dachsbach und Kammeramt Neustadt. 1810 kam Peppenhöchstädt an das Königreich Bayern. Im Rahmen des Gemeindeedikts wurde Peppenhöchstädt zunächst dem 1811 gebildeten Steuerdistrikt Kairlindach zugeordnet, 1813 dann dem neu entstandenen Steuerdistrikt Birnbaum. Im gleichen Jahr wurde es der Ruralgemeinde Traishöchstädt zugewiesen. Mit dem Zweiten Gemeindeedikt (1818) wurde die Ruralgemeinde Peppenhöchstädt gebildet, zu der Fallhaus, Gottesgab und Rohensaas gehörten. Sie war in Verwaltung und Gerichtsbarkeit dem Landgericht Neustadt an der Aisch zugeordnet und in der Finanzverwaltung dem Rentamt Neustadt an der Aisch (1919 in Finanzamt Neustadt an der Aisch umbenannt, seit 1972 Finanzamt Uffenheim). Ab 1862 gehörte Peppenhöchstädt zum Bezirksamt Neustadt an der Aisch (1939 in Landkreis Neustadt an der Aisch umbenannt). Die Gerichtsbarkeit blieb beim Landgericht Neustadt an der Aisch (1879 in das Amtsgericht Neustadt an der Aisch umgewandelt). Die Gemeinde hatte 1964 eine Gebietsfläche von 5,191 km².
Am 1. Januar 1972 wurde Peppenhöchstädt im Zuge der Gebietsreform in Bayern nach Uehlfeld eingemeindet. 

### Baudenkmäler
In Peppenhöchstädt gibt es zwei Baudenkmäler:
- Haus Nr. 10: Wohnhaus
- Steinkreuz

ehemalige Baudenkmäler
- Haus Nr. 13: eingeschossiges Satteldachhaus mit Ecklisenen, Sockel, verkröpftem Gurtband; profiliertes Holztraufgesims; im Türsturz „17 I F W 98“; am Pfosten „J“(ohann) „G“(eorg) „D“(ietsch) „1937“ (Renovierung).[15]
- Haus Nr. 27: eingeschossiges Wohnstallhaus mit profilierten Gesimsanfängern, stichbogigen Fenstern, aufgedoppelter Haustür; um 1800 bzw. um das drittes Viertel des 19. Jh. Sturz der Scheuer bezeichnet „Lorenz Drukenbrodt 66“.[15]
- Haus Nr. 28: eingeschossiges Wohnstallhaus; im Keilstein des stichbogigen Sturzes „J“(ohann) „G“(eorg) „B“(rechtl) / „1860“.[15]
- Gasthaus Zwanzger: zweigeschossiges Satteldachhaus von zwei zu vier Achsen; Sockel, Gurtband, verputzt im Keilstein des Türsturzes „C A B / 1841“.[15]

### Bodendenkmäler
In der Gemarkung Peppenhöchstädt gibt es ein Bodendenkmal.

### Einwohnerentwicklung
Gemeinde Peppenhöchstädt
| Jahr      | 1818   | 1840   | 1852   | 1855   | 1861   | 1867   | 1871   | 1875   | 1880   | 1885   | 1890   | 1895   | 1900   | 1905   | 1910   | 1919   | 1925   | 1933   | 1939   | 1946   | 1950   | 1952   | 1961   | 1970   |
| Einwohner | 278    | 437    | 426    | 405    | 389    | 433    | 406    | 445    | 449    | 447    | 402    | 387    | 373    | 375    | 387    | 396    | 398    | 392    | 376    | 459    | 436    | 420    | 325    | 312    |
| Häuser    | 36     | 71     |        |        |        |        | 68     |        |        | 75     | 76     |        | 75     |        |        |        | 74     |        |        |        | 75     |        | 75     |        |
| Quelle    | [ 17 ] | [ 18 ] | [ 19 ] | [ 19 ] | [ 20 ] | [ 21 ] | [ 22 ] | [ 23 ] | [ 24 ] | [ 25 ] | [ 26 ] | [ 19 ] | [ 27 ] | [ 19 ] | [ 28 ] | [ 19 ] | [ 29 ] | [ 19 ] | [ 19 ] | [ 19 ] | [ 30 ] | [ 19 ] | [ 11 ] | [ 31 ] |

Ort Peppenhöchstädt
| Jahr      | 001818 | 001840 | 001861 | 001871 | 001885 | 001900 | 001925 | 001950 | 001961 | 001970 | 001987 |
| Einwohner | 125    | 186    | 183    | 181    | 190    | 172    | 154    | 189    | 132    | 127    | 121    |
| Häuser    | 17     | 25     |        |        | 28     | 31     | 29     | 28     | 27     |        | 28     |
| Quelle    | [ 17 ] | [ 18 ] | [ 20 ] | [ 22 ] | [ 25 ] | [ 27 ] | [ 29 ] | [ 30 ] | [ 11 ] | [ 31 ] | [ 1 ]  |

## Religion
Der Ort ist seit der Reformation evangelisch-lutherisch geprägt. Die Bewohner evangelisch-lutherischer Konfession sind teils nach St. Jakob (Uehlfeld), teils nach St. Marien (Dachsbach) gepfarrt.